# Carl Benjamin Klunzinger
Carl Benjamin Klunzinger (Güglingen, 18 novembre 1834 – Stoccarda, 21 giugno 1914) è stato un medico e zoologo tedesco.

## Biografia
Ha studiato medicina presso le università di Tubinga e Würzburg, in seguito frequentando lezioni di geologia e zoologia a Vienna e Praga. Nel 1862 viaggiò al Cairo, dove trascorse diciotto mesi a studiare la lingua araba. A partire dal febbraio 1864 lavorò come medico a Quseir, un porto marittimo sul Mar Rosso. Qui ha trascorso cinque anni a raccogliere una grande quantità di pesci e altri esemplari marini.
Dal 1869 esaminò la sua collezione del Mar Rosso allo Staatliches Museum für Naturkunde di Stoccarda, viaggiando a Francoforte sul Meno e Berlino per condurre studi di confronto zoologico. A Stoccarda ha anche studiato le specie ittiche australiane procurate da Ferdinand von Mueller (1825-1896), dalla cui collezione Klunzinger descrisse circa cinquanta nuove specie dall'Australia e dalla Nuova Zelanda. Nel 1872 fece ritorno a Quseir per raccogliere altri esemplari marini, poi tornò a Stoccarda (1875), dove nel 1884 fu nominato professore di zoologia all'Università di Stoccarda.
Il suo nome è associato a numerose specie zoologiche, tra le quali Equulites klunzingeri, Pempheris klunzingeri,  Leiognathus klunzingeri, Cladiella klunzingeri, Dendronephthya klunzingeri, Hypseleotris klunzingeri ed Echinoecus klunzingeri.

## Opere
- Synopsis der Fische des Rothen Meeres, 1870 - Synopsis of fishes from the Red Sea
- Die Korallthiere des Rothen Meeres, 1877-1879 - Coral animals of the Red Sea
- Bilder aus Oberägyten, der Wuste und dem Rothen Meere, 1877 - Images of Upper Egypt, the desert and the Red Sea.
- Die v. Muellersche Sammlung australischer Fische in Stuttgart, 1879 - Müller's collection of Australian fish in Stuttgart.
- Die Rundkrabben (Cyclometopa) des Roten Meeres, 1913.[3]

| Klunzinger è l'abbreviazione standard utilizzata per le specie animali descritte da Carl Benjamin Klunzinger. Categoria:Taxa classificati da Carl Benjamin Klunzinger |